# Nyahkur
Nyahkur (Nyah Kur) ist eine austroasiatische Sprache, die von Nachkommen der Mon im Nordosten des heutigen Thailands, dem Isan, und in Zentralthailand gesprochen wird und deren Sprecher die thailändische Schrift verwenden. Die Mon siedelten bis ins 11. Jahrhundert im Isan, ehe sie von den Khmer überrannt wurden und die meisten von ihnen fliehen mussten. Sie leben in den thailändischen Provinzen Phitsanulok, Nakhon Ratchasima, Chaiyaphum und Phetchabun.
Die Sprecher des Nyahkur werden in Thailand chao bon (Thai ชาวบน) genannt. Nyahkur und die Mon-Sprache sind die beiden einzigen Vertreter des Mon-Zweiges der Mon-Khmer-Sprachen; beide haben sich seit etwa einem Jahrtausend aus dem alten Mon unabhängig voneinander entwickelt und sind sehr eng verwandt. Linguisten entdeckten Nyahkur Anfang des 20. Jahrhunderts, doch wurde der Zusammenhang mit Mon erst etwa 70 Jahre später erkannt.
Die Zahl der Sprecher des Nyahkur nimmt rapide ab, was auch an der Thaiisierung liegt, die von den thailändischen Regierungen stetig betrieben wird. Es gibt mindestens zwei Dialekte, den von Phetchabun und den von Chaiyaphum; Sprecher aus Chaiyaphum können diejenigen aus Phetchabun nur schwer verstehen.